# Peachy Kellmeyer
Fern Lee „Peachy“ Kellmeyer (* 19. Februar 1944 in Wheeling, West Virginia) ist eine ehemalige amerikanische Tennisspielerin und -funktionärin.

## Leben
Kellmeyer gewann im Alter von 11 Jahren ihr erstes Tennisturnier. 1960 nahm sie als jüngste Spielerin zum ersten Mal an den amerikanischen Meisterschaften (heute US Open) teil und unterlag im Viertelfinale Nancy Richey. 1961 gewann sie das Turnier von Cincinnati. Später studierte sie an der University of Miami. 1964 nahm sie an den Wimbledon Championships teil, schied jedoch gegen die Schwedin Gudrun Rosin in der zweiten Runde aus.
Kellmeyer wurde 1966 über den Tennissport hinaus bekannt, als sie ein Gerichtsverfahren gegen den amerikanischen Hochschulsportverband (National Association of Intercollegiate Athletics, NAIA) anstrengte und gewann. Die NAIA wurde gezwungen, eine Regelung fallen zu lassen, durch die die Stipendienvergabe an junge Sportlerinnen verboten wurde. Das Urteil bildete später die Basis für den Verfassungszusatz Title IX von 1972, in dem jegliche Diskriminierung aufgrund des Geschlechts in vom Staat geförderten Ausbildungsprogrammen untersagt wurde.
1973 wurde Kellmeyer erste Angestellte der neu gegründeten Women’s Tennis Association (WTA) und gehörte in den folgenden Jahrzehnten dem Führungsgremium der WTA an. Heute arbeitet sie als Tourberaterin für die WTA und ist Mitglied des Fed-Cup-Komitees des ITF. 2011 wurde sie für ihre Verdienste für die Gleichstellung von Tennisspielerinnen in die International Tennis Hall of Fame aufgenommen.